# 阿内蒂乌姆岛

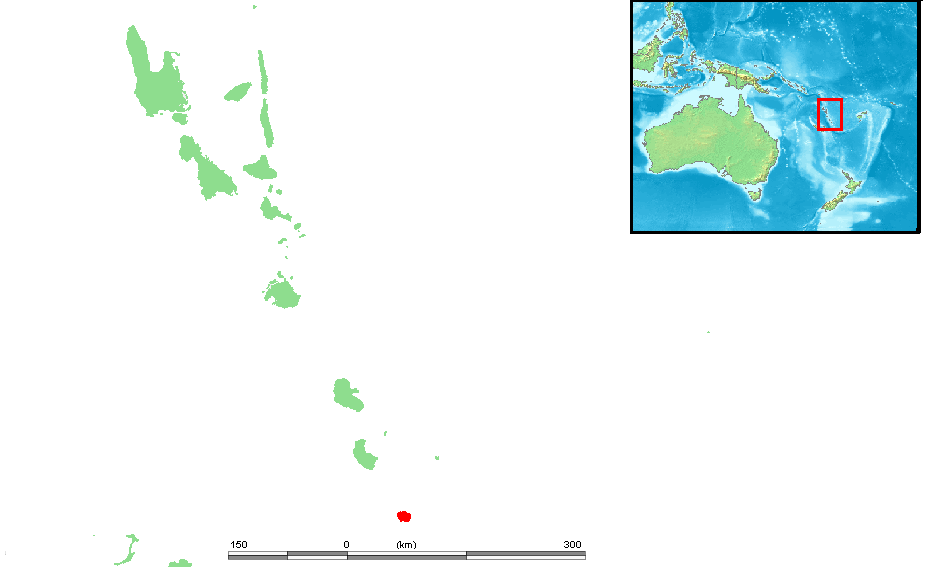

阿内蒂乌姆岛，又称阿纳托姆岛，是太平洋島國瓦努阿圖的島嶼，由塔菲亞省負責管轄，面積159.2平方公里，最高點海拔高度852米，每年平均降雨量約2,155毫米，受熱帶氣候影響，2009年人口915。

## 外部連結
- Aneityum language bibliography （页面存档备份，存于）
- Vanuatu tourism page （页面存档备份，存于）

20°12′S 169°49′E / 20.200°S 169.817°E